# Heinrich Frey

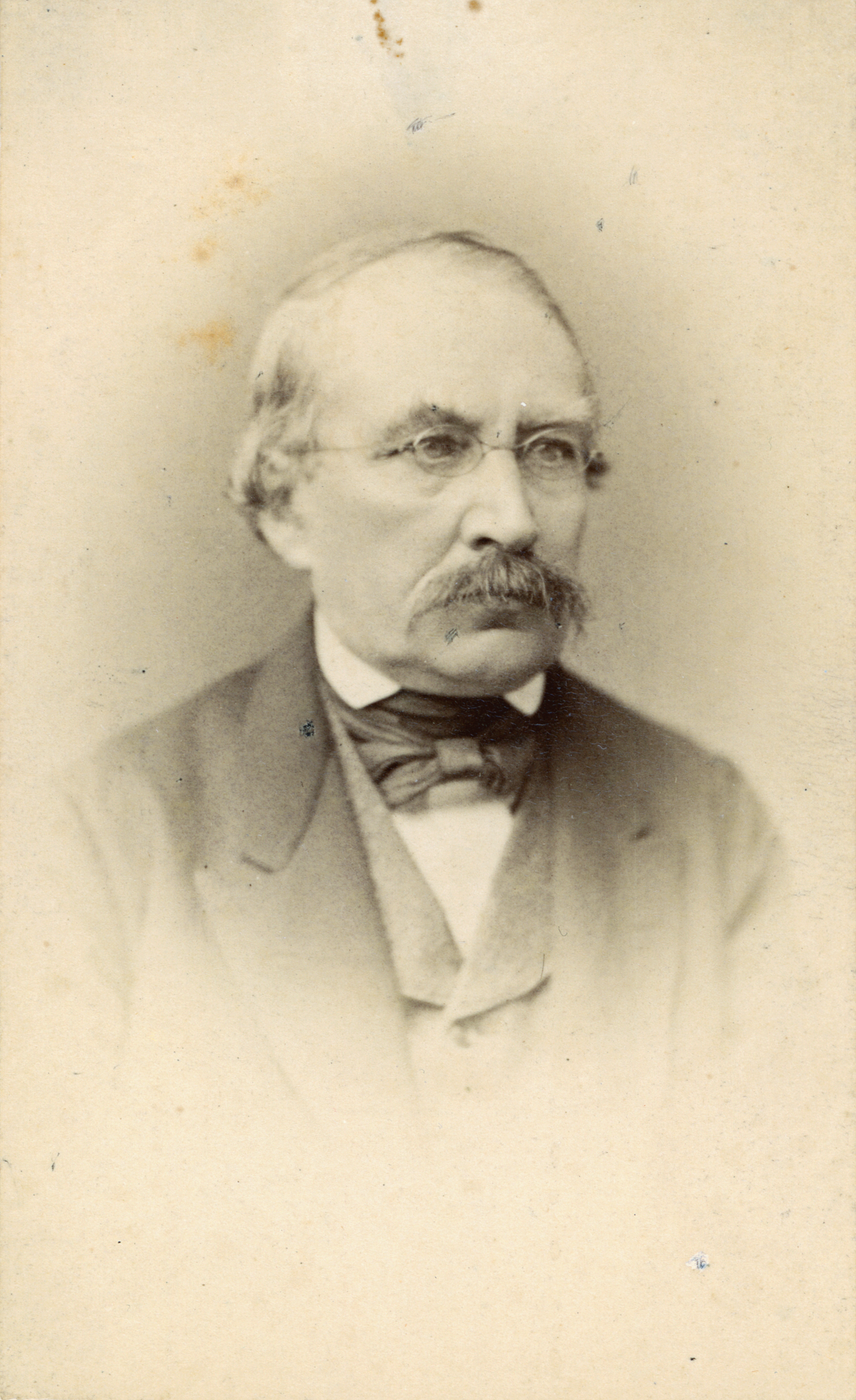
Heinrich Frey

Heinrich Frey (15 juni 1822, Frankfurt am Main - Oberstrass, Zürich, 17 januari 1890) was een Zwitserse entomoloog. 

## Publicaties
Onvolledig
- 1857: Revision der Nepticulen. Linnaea Entomologica 11: 351–446.[1]
- 1870: Ein Beitrag zur Kenntnis der Microlepidopteren (Schluss). Mitteilungen der Schweizerischen Entomologischen Gesellschaft 3: 277-289.